# شهرک هوپ
شهرک هوپ (به لاتین: Hope Town)  یک شهرستان در باهاما است که در جزایر آباکو واقع شده‌است.

## خصوصیات
شهرک هوپ ۵۰۰ نفر جمعیت دارد.